# 이가희
이가희(1985년 4월 27일 ~ )는 대중 음악 중 발라드 장르를 주로 하는 대한민국의 여자가수이다.

## 연혁
이가희는 1985년 4월 27일생으로 공일오비(015B)의 정석원이 제작한 1집으로 2001년에 데뷔했다. 타이틀 곡 〈오빠는 황보래용〉과 〈밀〉, 〈바람맞던 날〉 등의 곡으로 주목을 받았다.

## 음반 목록
- 정규 음반
  - 《gahee》, 2001년 9월
- 참여 음반
  - 게임 〈카르페디엠(Carpe Diem〉 오리지널 사운드트랙, 2003년 8월, 〈Dream Version II〉
  - 영화 《봄날의 곰을 좋아하세요?》 오리지널 사운드트랙, 2003년 10월, 〈Love Plan〉
  - 영화 《최후의 만찬》 오리지널 사운드트랙, 2003년 11월, 〈My Way〉